# Аудио файл формат
Аудио файл форматът е контейнерен формат за съхранение на звукови данни на компютърна система.
Основен подход при съхраняването на цифровия звук е да се направи образец при който напрежението на звуковия сигнал при възпроизвеждане да съответства на определена позиция на мембраната на високоговорителя на дадения канал с определена дълбочина – броят на битовете за семпъл – на равни интервали от време (честота на семплиране). Тези данни след това могат да бъдат съхранени в този вид или да бъдат компресирани с цел намаляване на размера на файла.

## Видове формати
Важно е да се прави разлика между файлов формат и кодек. Кодекът извършва кодиране и разкодиране на сурови звукови данни докато кодираното съдържание се съхранява в звуковия файлов формат със специфична файлова структура. Макар че повечето звукови файлови формати поддържат само един звуков кодек, един файлов формат може да поддържа няколко паралелни кодеци, както например AVI.
Има три основни групи звукови файлови формати:
- Некомпресирани звукови формати, като WAV, AIFF и AU;
- Формати използващи компресия без загуба на качество (lossless), като FLAC, Monkey's Audio (filename extension APE), WavPack (filename extension WV), Shorten, Tom's lossless Audio Kompressor (TAK), TTA, Apple Lossless и Windows Media Audio Pro (lossless WMA).
- Формати на компресия със загуба на качество (lossy), като AAC, MP3, Musepack, Vorbis и Windows Media Audio (lossy WMA).

### Звукови формати без загуба на качество
Форматите за компресиране на звук без загуба на качеството (като най-известните FLAC, WavePack и APE) осигуряват ниво на компресия около 2:1.

### Свободни и отворени файлови формати
- wav – Стандартен контейнерен звуков файлов формат основно използван в Windows компютри. Обикновено се използва за съхранение на некомпресирани (PCM) звукови файлове със CD-качество, което означава, че те могат да бъдат големи — около 10 MB за минута. Wave файловете могат също да съдържат кодирани данни, за да се намали големината на файла (например GSM или mp3 кодеци). Wav файловете имат RIFF структура.
- ogg – свободен, с отворен код контейнерен формат който поддържа множество кодеци, най-популярен от които е звуковия кодек Vorbis. Vorbis предлага по-добра компресия от MP3, но е по-малко популярен.
- mpc - Musepack или MPC (по-рано известен като MPEGplus, MPEG+ или MP+) е звуков кодек със загуба на качество с отворен код, специално оптимизиран за прозрачно компресиране на стерео звукови данни при битрейт 160–180 kbit/s. Musepack и Ogg Vorbis са класирани като като двата най-добри налични кодеци за висококачествено компресиране със загуба на информация на звук в много double-blind слушателски тестове. Въпреки това, Musepack е по-малко популярен дори от Ogg Vorbis и в днешно време се използва предимно от меломаните.
- flac – Аудио формат и кодек за компресиране без загуба на информация. Компресията без загуба на информация е като zip, но предназначена за звукови данни. Ако компресирате PCM файл с FLAC и след това го възстановите, той ще бъде перфектно копие на оригинала. Останалите кодеци дискутирани тук са със загуба на информация, което означава, че малка част от качеството се губи. За сметка на запазеното качество, нивото на компресия не е много добро. FLAC се препоръчва за архивиране на PCM файлове, където запазването на качеството е важно (например радиоразпространение или музика).
- aiff – Стандартният файлов формат за звук използван от Apple. Той е като wav файл за Mac.
- raw – Суров (необработен) файл, който може да съдържа звуков сигнал кодиран с всякакъв кодек, но обикновено се използва за PCM звукови данни. Използва се рядко, освен за технически тестове.
- au – Стандартният файлов формат за звук използван от Sun, Unix и Java. Звуковия сигнал в au файловете може да бъде PCM или компресиран с μ-law, a-μlaw или G729 кодек.

### Отворени файлови формати
- gsm – разработен за телефония в Европа, gsm е много практичен формат за предаване на глас с телефонно качество. В него се прави добър компромис между големина на файла и качество. Wav файлове също могат да бъдат кодирани с gsm кодек.
- dct – Кодек с променлив битрейт разработен за диктовки. Той съдържа dictation header и може да бъде криптиран (обикновено се изисква от законите за поверителност на лекарските данни).
- vox – Форматът vox най-често използва Dialogic ADPCM (Adaptive Differential Pulse Code Modulation) кодек. Подобно на други ADPCM формати, той използва 4-битово кодиране. Файловете във Vox формат са подобни на wav файловете с тази разлика, че vox файловете не съдържат информация за себе си, т.е. честотата на семплиране и броят на каналите трябва да бъде зададен за да се възпроизведе правилно vox файлът.
- aac – форматът Advanced Audio Coding е базиран на MPEG2 и MPEG4 стандарти. Aac файловете обикновено използват ADTS или ADIF контейнери.
- mp4/m4a – звуков MPEG-4, най-често AAC но може да бъде и MP2/MP3

### Патентовани формати
- mp3 – MPEG Layer-3 е най-популярният формат за сваляне и съхранение на музика. Чрез премахване на части от звуковия сигнал, които се смятат за едва доловими, mp3 файловете се компресират до около една десета от големината на съответния PCM файл при запазване на добро качество.
- wma – популярният Windows Media Audio формат е собственост на Microsoft. Разработен е с възможности за Digital Rights Management (DRM), възпрепятстващ копирането на музика.
- atrac (.wav) – това е старият ATRAC формат на Sony. Той винаги има разширение .wav. За да се отварят тези файлове трябва просто да се инсталират ATRAC3 драйвери.
- ra – формат на Real Audio разработен за поточен звуков сигнал през Интернет. Форматът.ra позволява файловете да бъдат съхранявани в собствен контейнер на компютъра, като всички звукови данни се съдържат в този файл.
- ram – текстов файл, който съдържа връзка към интернет адрес, където е съхранен Real Audio файл. Този .ram файл не съдържа звукови данни.
- dss – Digital Speech Standard е собствен формат на Olympus. Позволява запазването на допълнителни данни в хедъра на файла. Това е сравнително стар и слаб кодек. За предпочитане е да се използва gsm или mp3, когато записа го позволява.
- msv – собствен формат на Sony за компресиране на глас върху Memory Stick.
- dvf – собствен формат на Sony за компресиране на глас; широко използван от репортерски устройства на Sony.
- mp4 – собствен формат на Apple за AAC в MP4 контейнер с Digital Rights Management използван в музиката за сваляне от техния iTunes Music Store.